# Distretto di Amasra
Il distretto di Amasra (in turco Amasra ilçesi) è uno dei distretti della provincia di Bartın, in Turchia.